# Лесное (Антрацитовский городской совет)
Лесное (укр. Лісне) — посёлок, относится к Антрацитовскому городскому совету Луганской области Украины. Под контролем самопровозглашённой Луганской Народной Республики.

## География
Соседние населённые пункты: посёлки Степовое и Колпаково на востоке, Мельниково и Христофоровка на юге, Орловское и Казаковка на севере, село Зелёный Гай на западе, посёлок Курган, город Красный Луч на юго-западе.
Не путать с одноимёнными населёнными пунктами в Луганской области: посёлок Лесное в Лутугинском районе, село Лесное, подчинённое Краснолучскому городскому совету.

## Население
Население по переписи 2001 года составляло 264 человека.

## Общие сведения
Почтовый индекс — 94627. Телефонный код — 6431. Занимает площадь 0,15 км². Код КОАТУУ — 4410345301.

## Местный совет
94625, Луганская обл., Антрацитовский горсовет, пгт. Боково-Платово, ул. Октябрьская, 31.